# ズベイル・トゥルキ
ズベイル・トゥルキ（Zoubeïr Turki、1924年 - 2009年10月23日）は、チュニジアのチュニス出身の画家、彫刻家。最も有名な彫刻作品であるイブン＝ハルドゥーン像がチュニス市内に存在する。
2009年10月23日、85歳でチュニスにて死去。